# Rafael Soriano Ortiz
Rafael Soriano Ortiz (Barcelona, 1965) es un diplomático español.Es Embajador de España en Macedonia del Norte (desde 2024).

## Carrera diplomática
Tras licenciarse en Derecho, ingresó en la carrera diplomática.
Ha estado destinado como segunda jefatura en las embajadas de España en Bulgaria, Dinamarca y la República de Irlanda; como consejero cultural en la embajada de España en Túnez; y como cónsul general en Córdoba (Argentina).
En el Ministerio de Asuntos Exteriores fue jefe de servicio y de área de la Oficina de Planificación y Evaluación de la Secretaría de Estado de Cooperación Internacional. Posteriormente fue nombrado subdirector general de Cooperación con los países de América del Sur y de director del Programa Indígena, en la Agencia Española de Cooperación Internacional para el Desarrollo (AECID).
También fue vocal asesor en el gabinete del Secretario de Estado de Cooperación Internacional, para Iberoamérica y el Caribe, y director de Relaciones Internacionales del Instituto Cervantes (febrero de 2019).
Fue Embajador de España en Costa de Marfil (2021-2024).Es embajador de España en Macedonia del Norte (desde  2024).